# Budimirci
Budimirci är en ort i Nordmakedonien. Den ligger i kommunen Novaci, i den södra delen av landet, 110 kilometer söder om huvudstaden Skopje. Budimirci ligger 844 meter över havet och antalet invånare är 188.